# Vilne, Zhurivka
Vilne (în ucraineană Вільне) este un sat în comuna Nova Oleksandrivka din raionul Zhurivka, regiunea Kiev, Ucraina.

## Demografie
Componența lingvistică a localității Vilne
     Ucraineană (98,58%)
     Rusă (1,42%)
Conform recensământului din 2001, majoritatea populației localității Vilne era vorbitoare de ucraineană (98,58%), existând în minoritate și vorbitori de rusă (1,42%).